# Сензација (филм)
Сензација (енгл. Ace in the Hole), такође познат и као Ас у рукаву, амерички је филм ноар из 1951. године, режисера Билија Вајлдера. Главну улогу тумачи Кирк Даглас као цинични, осрамоћени репортер који се ни пред чим не зауставља у покушају да поврати посао у великим новинама. Споредне улоге тумаче Џен Стерлинг, Роберт Артур и Портер Хол.
Ово је био први филм који је Вајлдер истовремено режирао, продуцирао и написао; његов први филм након раскида са дугогодишњим сценаристичким партнером Чарлсом Брекетом, са којим је, између осталих, сарађивао на филмовима Изгубљени викенд и Булевар сумрака; и његов први филм који је доживео критички и комерцијални неуспех.
Прича је заједљиво испитивање лошег односа између штампе, вести које извештава и начина на који их извештава. Филм такође показује како се лаковерном јавношћу може манипулисати штампом. Без консултације са Вајлдером, извршни директор студија, Ј. Френк Фриман, променио је наслов филма у Велики карневал непосредно пре његовог објављивања. Рани телевизијски програми су задржали тај наслов, али када га је емитовао Turner Classic Movies – и када га је на DVD-у издао The Criterion Collection у јулу 2007. године – враћен му је оригинални назив.
Године 2017, Конгресна библиотека је одабрала филм за чување у Националном регистру филмова Сједињених Држава као „културолошки, историјски или естетски значајан”.

## Радња
Чак Тејтум  је веома амбициозан, однедавно трезан, новинар чија је каријера у Њујорку дошла на лош глас и пропала. Дошао је на запад у Нови Мексико у поквареном аутомобилу, без новца и опција. Тејтум посећује канцеларију локалних новина Albuquerque Sun-Bulletin и пита издавача, Бута, да ли би желео да зарађује 200 долара недељно. Он му даје посао, али, и даље је скептичан према свом новом запосленом.
Годину дана Тејтум остаје трезан и ради тамо мирно и несрећно. Једног дана он и новински млади фотограф, Херби Кук, добијају задатак да напишу чланак о лову на звечарке у малом граду. Заустављајући се да сипају бензин, сазнају за Леа Миносу, локалног човека који је остао заробљен у урушавању пећинског насеља док је скупљао древне индијанске артефакте. Тејтум и Кук улазе за човеком и откривају да могу да се приближе довољно да разговарају са њим и доносе му храну и пиће. Кук га фотографише док Тејтум покушава да га орасположи.
Тејтум је осетио златну прилику да манипулише спасилачким напорима ради публицитета. Након што је поднео први извештај о несрећи, он убеђује бескрупулозног локалног шерифа Крецера да му да ексклузивни приступ Леу у замену за репортажу која ће гарантовати Крецеров поновни избор на место шерифа. Када грађевински извођач, Смолет, каже да ће бити потребно 12–16 сати да се постојећи пролази учврсте и Лео безбедно извуче, Тејтум и Крецер га убеде да уместо тога буши одозго, што ће трајати недељу дана, задржавајући Тејтума на насловним странама новина широм земље.
Лорејн Миноса, Леова супруга, жељна је да напусти Леа и њихов посрнули посао, продавницу и ресторан усред пустиње, али како туристи почињу да хрле на место спасавања, она доживљава неочекивани финансијски добитак и подржава Тејтумову шему. Кук такође почиње да губи свој идеализам док замишља себе да продаје слике за часописе Look или Life. Тејтум и Кук напуштају Sun-Bulletin и Тејтум наговара уредника из Њујорка да га ангажује да извештава искључиво са лица места за 1.000 долара дневно — и, што је још важније, врати га на његов стари посао.
Како дани пролазе, место за спасавање постаје целодневни карневал са вожњама, забавом, играма и песмама о Леу. Тејтум поново почиње да пије. Он почиње да проводи време са Лорејн и људи га јуначки поздрављају сваки пут када се врати из посете Леу. Међутим, пет дана касније, Лео добија упалу плућа и лекар му даје 12 сати да живи без болничког лечења.
Са грижом савести, Тејтум шаље вести да ће Лео бити спашен у року од 12 сати. Међутим, када каже Смолету да престане са бушењем и учврсти зидове, сазнаје да је вибрација од бушења то учинила немогућим. Тејтум се сада бори вербално и физички са Лорејн, а она га у самоодбрани убоде маказама. Тејтум налази локалног свештеника и води га код Леа да изврши последње обреде. Лео касније умире.
Тејтум наређује екипи да престане са бушењем, а затим објављује публици да је Лео умро, говорећи им да се спакују и оду. Други новинари објављују Леову смрт. Како се карневал разилази, јавност се скупља и масовно одлази, међу њима и Лорејн.
Током свега овога, Тејтум је занемарио да пошаље вест свом њујоршком уреднику. Тејтум је отпуштен, а остали новинари ликују због његовог пада. Пијан и полако умирући од убодне ране, Тејтум зове уредника и покушава да призна да је убио Леа одлагањем спасавања, али уредник му спушта слушалицу.
Тејтум тера Кука да се вози назад у Албукерки. Тејтум драматично улази у канцеларије Sun-Bulletin-а, позивајући Бута. Говори му да може да заради 1.000 долара дневно, након чега мртав пада на под.

## Улоге
| Глумац             | Улога             |
| ------------------ | ----------------- |
| Кирк Даглас        | Чак Тејтум        |
| Џен Стерлинг       | Лорејн Миноса     |
| Роберт Артур       | Херби Кук         |
| Портер Хол         | Џејкоб Бут        |
| Френк Кади         | господин Федербер |
| Ричард Бенедикт    | Лео Миноса        |
| Реј Тил            | шериф Крецер      |
| Луис Мартин        | Макардл           |
| Френк Жаке         | Сем Смолет        |
| Хари Харви Старији | др Хилтон         |
| Џон Беркес         | Папа Миноса       |
| Франсес Домингез   | Мама Миноса       |

## Продукција

### Развој
Радња филма има сличности са два догађаја из стварног живота која су се завршила трагедијом. Први је укључивао В. Флојда Колинса, који је 1925. био заробљен у Мамутској пећини у Кентакију, након одрона земљишта. Новине из Луивила, Courier-Journal, насрнуле су на причу тако што су на лице места послале репортера Вилијама Берка Милера. Милерово предузимљиво извештавање претворило је трагичну епизоду у национални догађај и донело му Пулицерову награду. Колинсово име се у филму наводи као пример жртве која је постала медијска сензација. Други догађај се догодио у априлу 1949. године. Трогодишња Кети Фискус из Сан Марина, Калифорнија, пала у напуштени бунар и, током вишедневне акције спасавања, хиљаде људи стигло је да гледа како се одвија акција. У оба случаја, жртве су умрле пре него што су спасене.
Након објављивања филма, сценариста Виктор Десни тужио је Вајлдера за плагијат јер је раније контактирао Вајлдерову секретарицу Розелу Стјуарт да предложи филм заснован на причи Флојда Колинса у новембру 1949. године. Вајлдерови адвокати су одговорили да не само да усмени резиме заплета није представљао формалну причу, већ и да је Колинсов случај био историјске природе и као такав није био заштићен законима о ауторским правима. У децембру 1953. судија Стенли Моск пресудио је у корист Вајлдера. Десни се жалио и у августу 1956, а Врховни суд Калифорније је пресудио да је његов усмени предлог био легитиман. Вајлдерови адвокати су се нагодили истог месеца, плативши Деснију 14.350 долара.

### Сценарио
У оригиналном сценарију, Тејтум је био у дослуху са локалним шерифом. Џозеф Брин из канцеларије продукцијског кодекса Америчке филмске асоцијације оштро се успротивио приказу корумпираног полицајца у филму и инсистирао је на томе да Вајлдер дода дијалог дајући до знања да ће човек на крају бити приморан да одговара за своје поступке.

### Снимање
Коначна цена филма била је 1.821.052 долара, од чега је 250.000 долара плаћено Вајлдеру као сценаристи, продуценту и режисеру. Његов спољашњи сет, који је изграђен 19 миља западно од Галапа, био је највећи неборбени сет икада направљен у то време. Његове димензије су износиле 72 метара у висину, 370 метара у ширину и 490 метара у дубину, а укључивао је древну настамбу на литици, урушену пећину, трибине поред пута, паркинг и место одржавања карневала. Подземне сцене су снимљене у студију у Холивуду. Више од 1.000 статиста и 400 аутомобила је коришћено у сценама гужве. Након што је филм завршен, Paramount је наплаћивао улаз на сет.
Лик Френка Кадија се представља као продавац Пацифичког осигурања за све ризике, фиктивне компаније приказане у Вајлдеровом филму Двострука обмана из 1944. године.

### Музика
Џеј Ливингстон и Реј Еванс написали су песму „We're Coming, Leo”, коју су извели вокал и бенд на карневалу.

## Пријем
У време објављивања, критичари нису нашли много чему да се диве. У својој рецензији за новине The New York Times, Босли Краутер га је назвао „маестралним филмом”, али је додао: „Господин Вајлдер је пустио машти да у потпуности преузме команду над његовом пређом да то представи не само изобличење новинарске праксе већ и нешто драматично гротескно... [филм] је јако ослабљен лоше конструисаним заплетом, који својом снагом зависи од претпоставки које нису само наивне већ и апсурдне. Не може се порећи да постоје опаки новинари и да би се то могло искористити катастрофа за сопствену личну корист. Али рачунати да би неко могао тако да веже и маневрише причом било које величине, док други новинари жваћу своје прсте, једноставно је невероватно.”
The Hollywood Reporter назвао га је „немилосрдном и циничном... искривљеном студијом о корупцији и психологији руље која... није ништа друго до дрзак, непожељан шамар у лице две поштоване и често ефикасне америчке институције – демократске владе и слободне штампе”. Часопис Variety је био позитивнији, уз напомену да су „изведбе добре. Даглас вешто глуми репортера, дајући му боју да уравнотежи његов несимпатичан карактер. Џен Стерлинг је такође добра у улози која нема омекшавање, а Бенедиктов портрет жртве је прворазредни. Режија Билија Вајлдера хвата осећај морбидног очекивања који се увек јавља у радозналима који хрле на сцене трагедије.”
Филм је временом нашао ново поштовање међу критичарима. Роџер Иберт из Chicago Sun-Times-а је 2007. написао: „Иако је филм стар 56 година, док сам га поново гледао, открио сам да још увек има сву своју моћ. Није остарио јер су Вајлдер и његови косценаристи, Волтер Њуман и Лесер Самјуелс, били тако подли [са својим дијалогом]... [Дагласов] фокус и енергија... су скоро застрашујући. Нема ништа застарело у [његовом] наступу. Он је тренутан као изоштрени нож.”
Дејв Кер у часопису Chicago Reader назвао га је „хладним, језивим и фасцинантним”, а Нејтан Ли из The Village Voice-а је написао: „Ево, пола века из прошлости, филм који је толико кисело au courant да пече”.
Time Out London је написао: „Као псовка против свега што је најгоре у људској природи, има тренутака умочених у чисту витриол”. TV Guide га је назвао „врућим примером писца-редитеља Билија Вајлдера у његовом најбриљантнијем мизантропском духу” и додао: „Бескомпромисни портрет људске природе у најгорем издању, филм... стоји као један од великих америчких филмова педесетих година 20. века”.
Ед Гонзалез из часописа Slant Magazine написао је да је филм „... дозволио Вајлдеру да доведе у питање саму природу прича о људским интересима и изокренут однос између америчких медија и њихове јавности. Више од 50 година након објављивања филма, када се часописи надмећу да дођу уз најзанимљивије термине и весело прослављајући пропаст славних веза, филм се осећа релевантнијим него икад.”
У својој рецензији Slate, Џек Шефер је 2007. написао: „Ако филм ноар илуструје распад америчког сна... ово је најбољи пример”.
Филм је уврштен на листу филмског критичара Роџера Иберта „Сјајни филмови” 2001. године. У септембру 2008. часопис Empire је објавио своју листу 500 најбољих филмова свих времена. Са гласовима 10.000 читалаца часописа, заједно са 500 кључних филмских критичара и 150 личности из филмске индустрије, овај филм је рангиран на 385. месту. Године 2015. филм се нашао на 100. месту BBC-јеве листе 100 најбољих америчких филмова, за које су гласали критичари из целог света.
Године 2022, Еди Милер, оснивач и председник Фондације Film Noir, у сегменту „Ноар или не” на Facebook-у је изјавио да је Сензација погрешно означена као филм ноар због других филмова редитеља Вајлдера, Двострука обмана и Булевар сумрака, и због циничне приче. Милер сматра да филм нема много карактеристика које се обично повезују са филмом ноар, и да је то више филм о љигавом новинарству.

## Награде и номинације
Освојене
- Награда Националног одбора за рецензију филмова: Најбоља глумица – Џен Стерлинг; 1951.
- Филмски фестивал у Венецији: Међународна награда за најбољег режисера – Били Вајлдер; 1951.
- Филмски фестивал у Венецији: Најбоља музика – Хуго Фридхофер; 1951.

Номинације
- Оскар за најбољу причу и сценарио – Били Вајлдер, Лесер Самјуелс и Волтер Њуман; 1952.
- Филмски фестивал у Венецији: Златни лав – Били Вајлдер; 1951.

## Наслеђе
Епизода Симпсонових из 1992. године „Radio Bart” има доста сличности са овим филмом; у епизоди Барт Симпсон спушта преносиви радио у бунар и користи бежични микрофон да емитује свој глас из њега. Он убеђује јавност да је дечак по имену „Тими О'Тул” упао у бунар, што је изазвало извештавање у вестима и хуманитарне кампање. Писац Џон Вити је приметио да је креатор серије Мет Грејнинг „дошао ниоткуда и само ми дао, од почетка до краја, целу причу”.